# Джош Бролін
Джош Джеймс Бро́лін (англ. Josh James Brolin; нар.12 лютого 1968, Лос-Анджелес) — американський актор кіно і телебачення.
Найбільш відомий за участю у фільмах «Гангстер» (2007), «Старим тут не місце» (2007), «Дабл ю» (2008), «Гарві Мілк» (2008), «Справжня мужність» (2010), «Люди в чорному 3» (2012), «Мисливці на гангстерів» (2013), «Месники: Війна нескінченності» (2018), «Дедпул» (2018) і «Месники: Завершення» (2019).

## Біографія

### Ранні роки життя
Народився в Санта-Моніці, штат Каліфорнія, в сім'ї Джейн Камерон (Ейджі), яка була родом з Корпус-Кристі, штат Техас, і актора Джеймса Броліна. Бролін виріс на ранчо в Каліфорнії під вплив акторської кар'єри свого батька. Його батьки розлучилися, коли йому було 16 років. Співачка Барбара Стрейзанд пізніше стала його мачухою. Він зацікавився акторством після відвідувань акторських імпровізованих курсів в середній школі.

### Акторська кар'єра
Починав свою кар'єру з телевізійних фільмів і запрошень на ТВ-шоу перш, ніж отримати більш помітну роль Бренда Уолша в фільмі Річарда Доннера та Стівена Спілберга «Бовдури» (1985). Він брав участь у кастингу на роль Тома Хенсона в телесеріалі «Джамп стріт, 21»; він і Джонні Депп були фіналістами, і саме тоді вони стали близькі і залишилися друзями навіть після того, коли роль дісталася Деппу. Бролін був запрошеним в один з епізодів першого сезону серіалу.
Більшість робіт Броліна в кіно складають ролі лиходіїв, включаючи «Планета страху», «Гарві Мілк» Гаса Ван Сента, «Гангстер», і «Волл-стріт: гроші не сплять» Олівера Стоуна. Він також зіграв головну роль в оскароносному фільмі братів Коенів «Старим тут не місце».
Бролін також знявся в іншому фільмі Олівера Стоуна 2008 року «Дабл ю», біографічній кінокартині про ключові події в житті президента Джорджа Буша.
Отримав номінацію на Оскар у 2009 році за роль другого плану в фільмі «Гарві Мілк».
Бролін був головним претендентом на роль Бетмена в кінокоміксі «Бетмен проти Супермена: На зорі справедливості» Зака Снайдера, але роль дісталася Бену Аффлеку. Бролін озвучив Таноса у фільмі студії Marvel «Вартові галактики». Також, зіграв одну з головних ролей у фільмі «Дедпул 2».

### Особисте життя

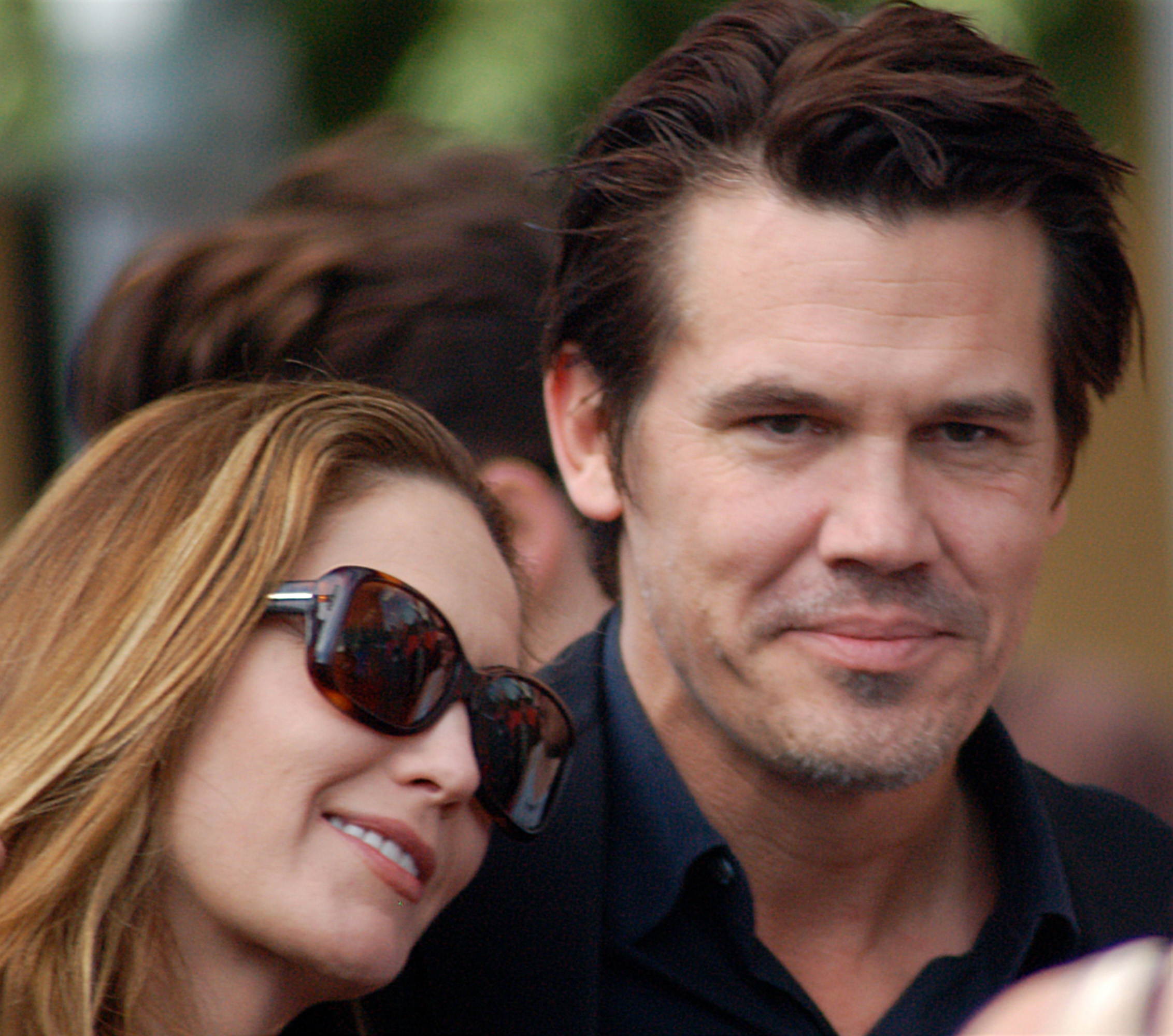
Бролін і Даян Лейн в 2009 році.

У 1988 — 1992 рр. був одружений з актрисою Еліс Едер, пізніше деякий час його пов'язували близькі стосунки з Мінні Драйвер, а з 2004 по 2013 рр. був одружений з актрисою Дайан Лейн. У Джоша Броліна двоє дітей від першого шлюбу — Еден і Тревор Броліни.
Коли актор не працює над фільмами, він насолоджується автомобільною їздою та серфінгом.

## Фільмографія

### Кінофільми
| Рік  |   | Українська назва                   | Оригінальна назва                  | Роль                            |
| ---- | - | ---------------------------------- | ---------------------------------- | ------------------------------- |
| 1985 | ф | Бовдури                            | The Goonies                        | Брендон «Бренд» Волш            |
| 1986 | ф | Зіткнення                          | Thrashin'                          | Корі Вебстер                    |
| 1994 | ф | Квітка у дороги                    | The Road Killers                   | Том                             |
| 1996 | ф | Трояндове ліжко                    | Bed of Roses                       | Денні                           |
| 1996 | ф | Біда біду тягне                    | Flirting with Disaster             | агент Тоні Кент                 |
| 1997 | ф | Мутанти                            | Mimic                              | Джош                            |
| 1997 | ф | Нічне чергування                   | Nightwatch                         | Джеймс Галман                   |
| 1999 | ф | Загін «Стиляги»                    | The Mod Squad                      | Біллі                           |
| 1999 | ф | Найкращі плани                     | Best Laid Plans                    | Брайс                           |
| 1999 | ф | Лють                               | All the Rage                       | Теннел                          |
| 2000 | ф | Невидимка                          | Hollow Man                         | Меттью Кенсінгтон               |
| 2000 | ф | Пікнік                             | Picnik                             | Хел Картер                      |
| 2002 | ф | Берегові лінії                     | Coastlines                         | шериф Дейв Локхарт              |
| 2004 | ф | Мелінда та Мелінда                 | Melinda and Melinda                | Грег Ірлінгер                   |
| 2005 | ф | Ласкаво просимо до раю!            | Into the Blue                      | Бейтс                           |
| 2006 | ф | Мертва дівчинка                    | The Dead Girl                      | Тарлоу                          |
| 2007 | ф | Планета страху                     | Planet Terror                      | доктор Вільям Блок              |
| 2007 | ф | У долині Ела                       | In the Valley of Elah              | шеф Бухвальд                    |
| 2007 | ф | Старим тут не місце                | No Country for Old Men             | Льовелін Мосс                   |
| 2007 | ф | Гангстер                           | American Gangster                  | детектив Трупо                  |
| 2008 | ф | Дабл ю                             | W.                                 | Джордж Вокер Буш                |
| 2008 | ф | Гарві Мілк                         | Milk                               | Ден Вайт                        |
| 2010 | ф | Волл-стріт: гроші не сплять        | Wall Street: Money Never Sleeps    | Бреттон Джеймс                  |
| 2010 | ф | Ти зустрінеш таємничого незнайомця | You Will Meet a Tall Dark Stranger | Рой Чанінг                      |
| 2010 | ф | Джона Гекс                         | Jonah Hex                          | Джона Гекс                      |
| 2010 | ф | Справжня мужність                  | True Grit                          | Том Чейні                       |
| 2012 | ф | Люди в чорному 3                   | Men in Black III                   | молодий Кевін Браун / Агент Кей |
| 2013 | ф | Мисливці на гангстерів             | The Gangster Squad                 | Джон О'Мара                     |
| 2013 | ф | Олдбой                             | Oldboy                             | Джо Дачетт                      |
| 2013 | ф | День праці                         | Labor Day                          | Френк                           |
| 2014 | ф | Місто гріхів 2                     | Sin City: A Dame to Kill For       | Двайт МакКарті                  |
| 2014 | ф | Вроджена вада                      | Inherent Vice                      | Бігфут Борнсен                  |
| 2014 | ф | Вартові галактики                  | Guardians of the Galaxy            | Танос                           |
| 2015 | ф | Еверест                            | Everest                            | Бек Везерс                      |
| 2015 | ф | Месники: Ера Альтрона              | The Avengers: Age of Ultron        | Танос                           |
| 2015 | ф | Сікаріо                            | Sicario                            | Метт Ґрейвер                    |
| 2015 | ф | Аве, Цезар!                        | Hail, Caesar!                      | Едді Маннікс                    |
| 2017 | ф | Вогнеборці                         | Only the Brave                     | Ерік «Суп» Марш                 |
| 2018 | ф | Солдадо                            | Soldado                            | Метт Ґрейвер                    |
| 2018 | ф | Месники: Війна нескінченності      | Avengers: Infinity War             | Танос                           |
| 2018 | ф | Дедпул 2                           | Deadpool 2                         | Нейтан Саммерс / Кейбл          |
| 2019 | ф | Месники: Завершення                | The Avengers: Endgame              | Танос                           |
| 2021 | ф | День прапору                       | Flag Day                           | Бек                             |
| 2021 | ф | Дюна                               | Dune                               | Ґурні Галлек                    |
| 2024 | ф | Дюна: Частина друга                | Dune: Part Two                     | Ґурні Галлек                    |
| 2024 | ф | Брати                              | Brothers                           | Мок Мангер                      |
| 2025 | ф | Зброя                              | Weapons                            | Арчер Графф                     |
| 2025 | ф | Ножі наголо: Прокинься, мрець      | Wake Up Dead Man                   | Отець Френк                     |
| 2025 | ф | Людина, що біжить                  | The Running Man                    | Ден Кілліан                     |
| 2026 | ф | Собачі зірки                       | The Dog Stars                      | Бенглі                          |
| 2026 | ф | В череві кита                      | Whalefall                          | Мітт Гардінер                   |
| 2026 | ф | Дюна: Частина третя                | Dune: Part Three                   | Ґурні Галлек                    |

### Телебачення
| Рік       |    | Українська назва                  | Оригінальна назва   | Роль                                          |
| --------- | -- | --------------------------------- | ------------------- | --------------------------------------------- |
| 1986      | с  | Шлях до небес                     | Highway to Heaven   | Джош Брайант (S3-E2)                          |
| 1987—1988 | с  |                                   | Private Eye         | Джонні Бетц (12 епізодів)                     |
| 1987      | с  | Джамп стріт, 21                   | 21 Jump Street      | Тейлор Ролатор (S1-E5)                        |
| 1989—1992 | с  | Молоді вершники                   | The Young Riders    | Джеймс Батлер Хікок (67 епізодів)             |
| 1995      | с  | За межею можливого                | The Outer Limits    | Джек Пірс (S1-E7)                             |
| 1996      | тф | Банда в блакитному                | Gang in Blue        | Кіт ДеБрюлер                                  |
| 2003      | с  | Містер Стерлінг                   | Mister Sterling     | Білл Стерлінг (10 епізодів)                   |
| 2005      | с  | На захід                          | Into the West       | Джедедія Сміт (S1-E1)                         |
| 2008      | с  | Суботнього вечора в прямому ефірі | Saturday Night Live | гість (Епізод: «Josh Brolin / Adele»)         |
| 2012      | с  | Джиммі Кіммел наживо!             | Jimmy Kimmel Live!  | гість (Епізод: «After the Academy Awards»)    |
| 2012      | с  | Суботнього вечора в прямому ефірі | Saturday Night Live | гість (Епізод: «Josh Brolin / Gotye»)         |
| 2021      | мс | Що як…?                           | What If...?         | Танос (S1-E2)                                 |
| 2022—2024 | с  | За межами                         | Outer Range         | Роял Ебботт (15 епізодів)                     |
| 2023      | мс | Що як…?                           | What If...?         | Танос (S2-E4)                                 |
| 2024      | с  | Суботнього вечора в прямому ефірі | Saturday Night Live | гість (Епізод: "Josh Brolin / Ariana Grande") |
| 2024      | мс | Що як…?                           | What If...?         | Танос (S3-E4)                                 |